# 日本細胞生物学会
一般社団法人 日本細胞生物学会（にほんさいぼうせいぶつがっかい、英語: Japan Society For Cell Biology (JSCB)）は、日本の学術研究団体の一つ。

## 概要
1950年1月29日設立。学術研究団体としての種別は単独学会。
細胞生物学に関する研究発表、知識の交換、会員及び国内外の関連学会あるいは団体との連携協力を通じて、細胞生物学の進歩、発展を図り、もって我が国の生命科学研究・教育に寄与することを目的としている。
国内においては生物科学学会連合に、国際学術連合体としてはアジア・太平洋細胞生物学会およびInternational Federation for Cell Biologyに加入している。"

## 沿革
- 1950年 - 日本細胞生物学会設立。
- 2014年 - 一般社団法人日本細胞生物学会設立。

## 刊行物

### Cell Structure and Function
- 誌名（和文）：Cell Structure and Function
- 誌名（欧文）：Cell Structure and Function
- 創刊年：1976
- 資料種別：ジャーナル（査読付き論文を含む）
- 使用言語：英語のみ
- 発行形態：印刷体、eジャーナル
- 著作権帰属先：著者
- クリエイティブコモンズ：定めている（CC BY）
- 購読：無料